# Социальный эффект
Не следует путать с социальным мультипликативным эффектом.
Социа́льный эффе́кт (социа́льное возде́йствие, социа́льный результа́т) – абсолютный показатель, характеризующий изменения качества жизни отдельных граждан или конкретных социальных групп в результате работы с ними социального предприятия (государственной или некоммерческой организации, проекта). Таким показателем может быть, например, рост уровня образованности людей или уровень удовлетворенности пожилых людей от социального обслуживания на дому и увеличение средней продолжительности их жизни, рост количества детей в семьях и т.д. 
Измерение социальной результативности имеет особое значения для деятельности социальных предприятий.

## Измерение социального эффекта
Существует несколько подходов к оценке социального эффекта. 

### Описание результата
Методы, описывающие социальный результат работы предприятия, представляют собой первичный уровень развития оценки социального эффекта. К ним относятся кейсовый и экспериментальный методы. При обоих подходах результаты визуализируются в виде рассказов, аудио- и видеороликов. При этом фиксируется достижение социальных результатов, а все причастные поощряются и мотивируются на продолжение работы
Экспериментальный подход требует больше времени и финансовых затрат. Исследуются две схожие по социально-демографическим характеристикам группы благополучателей, одна из которых взаимодействует с предприятием, а вторая, контрольная, не взаимодействует. При близких параметрах на входе через некоторый промежуток времени сравниваются выходные параметры, фиксируется разница.

### Описание процесса
Группа методов, нацеленных на описание процесса достижения социального воздействия, концентрируется на анализе связей благополучатей с их социальными проблемами и деятельностью социального предприятия. Как и для предыдущей группы методов здесь применяются различные способы визуализации: логические модели или карты социальных изменений.
Одна из таких логических моделей получила наибольшее распространение в социальном проектировании, её назвали «теорией социальных изменений». Она предполагает построение обратной логической цепочки от долгосрочной социальной цели (миссии предприятия, т.е. конкретной пользы для жизни людей, которую хочет достичь предприятие в результате своей деятельности) к сегодняшнему дню и конкретным действиям и необходимым ресурсам, которые позволят двигаться к намеченной стратегической цели. При этом любая логическая модель требует проверки с помощью интервью, полевых исследований или работы с фокус-группами благополучателей и заинтересованных сторон.
Описательные методики, однако, не позволяют сравнивать социальный эффект от деятельности предприятий разных направлений, видов и масштабов бизнеса. Тем не менее, методы оценки социальной результативности более высокого уровня включают в себя элементы описательных методов. 

### Оценка в натуральном выражении
Формулируются целевые показатели в натуральном выражении, например: количество трудоустроенных работников из социально-незащищенных групп, их доля в штате предприятия или доля их заработной платы в фонде оплаты труда. Данные показатели задаются на этапе планирования, а затем отслеживается в конце отчётного периода. В результате контролируется успешность выполнения планов по социальным критериям и принимаются решения о перераспределении ресурсов предприятия для достижения наилучших возможных социальных результатов.
Как и описательные методы, данный не позволяет сравнивать социальную результативность деятельности разнородных или различных по масштабу предприятий.

### Оценка эффективности инвестиций
Данная группа методов рассматривает эффективность вложения средств с точки зрения социального инвестора. Используется стоимостная оценка вложенных ресурсов, а также планируемых и реально достигаемых социальных результатов. Попарно могут оцениваться: «затраты-социальные выгоды», «затраты-социальная полезность» и «социальная отдача на инвестиции» (англ. Social Return on Investment, SROI) .
Методы этой группы, особенно SROI, наиболее эффективны и информативны, поскольку предполагают:
- формирование логической модели взаимосвязей между заинтересованными сторонами, релевантной социальной проблематикой, работой социального предприятия, получаемым социальным эффектом в кратко-, средне- и долгосрочной перспективе;
- сбор и анализ данных о количественных и качественных значениях достигнутых социальных результатов;
- исключение из учитываемых социальных результатов влияния других государственных и некоммерческих организаций и социальных предприятий;
- оценку вложений разных заинтересованных сторон в деятельность социального предприятия;
- получение стоимостного эквивалента достигнутого социального воздействия;
- сравнение общего стоимостного эквивалента всех достигнутых социальных эффектов и всех понесённых обществом затрат на существование предприятия, определение «прибавочной социальной стоимости», создаваемой социальным предприятием[6].

Два других метода из этой группы: Impact Management Project (Проект по управлению воздействием) и Impact Measurement and Management, разработанный Глобальной сетью импакт-инвестирования (Global Impact Investing Network).
- Метод IMP (Impact Management Project, Проект по управлению воздействием) позволяет классифицировать социальные инвестиции и предоставляет инвестору инструменты для балансирования инвестиционного портфеля. В основе этого метода лежит тезис о том, что социальный эффект от инвестиции равен сумме нефинансового воздействия со стороны предприятия и финансового вклада инвестора[9].
- Метод IMM (Impact Measurement and Management, Измерение и управление воздействием), разработанный Глобальной сетью импакт-инвестирования (Global Impact Investing Network, GIIN) призван расширить возможности инвесторов по оценке прогнозной и реальной социальной результативности предприятий при формировании инвестиционного портфеля. Метод в настоящее время не автоматизирован, используется алгоритм анализа деятельности социальных предприятий и влияния инвестиции на достижение предприятием социального эффекта[10].

К недостаткам методов этой группы относится их трудоёмкость: необходимость регулярного получения обратной связи от заинтересованных сторон, а также зависимость рассматриваемых стоимостных эквивалентов от субъективного мнения экспертов. В то же время, математическая однозначность не достигается ни одним из методов оценки социальной эффективности.